# 2022년 동계 올림픽 개최지 선정
2022년 동계 올림픽 개최지 선정은 2022년 동계 올림픽의 개최지를 선정하는 과정이다. 2013년 6월 6일부터 후보지 접수를 시작했다. 총 6개의 후보지가 있었으나 2014년 10월 1일까지 자금 부족이나 주민 지지 부족 등을 이유로 그 중 4개가 개최를 포기했고, 카자흐스탄 알마티와 중국 베이징이 남았다. 이후 제128차 국제 올림픽 위원회 총회에서 베이징이 개최지로 선정되어 하계 올림픽과 동계 올림픽을 둘 다 개최한 최초의 도시가 되었다.

## 신청했지만 철회한 도시
- 폴란드 크라쿠프
2013년 11월 7일 신청했다. 2014년 5월 25일 주민투표에서 반대 결과가 나오자 신청을 철회했다.[6]
- 우크라이나 리비우
2013년 11월 5일 신청했다. 2014년 6월 30일 정치적 및 경제적 상황으로 인해 2022년 대회 신청을 계속하지 않고 2026년 대회 개최에 집중하겠다고 발표했다.[7]
- 스웨덴 스톡홀름
2013년 11월 11일 신청했다. 2014년 1월 17일 정치적 지지의 부재로 인해 철회했다.[8]

## 후보 도시
2014년 7월 7일, IOC에 의해 다음 도시들이 최종 후보 도시로 수락되었다.
- 중국 베이징
2013년 8월 17일 신청했다.[10]
- 카자흐스탄 알마티
2013년 11월 5일 신청했다.[11]
- 노르웨이 오슬로
2013년 11월 6일 신청했다. 하지만 국민들이 지지하지 않았고, 높은 자금 및 IOC의 무리한 요구로 인해 기권했다.[12]

## 투표 결과
베이징은 알마티를 4표 차이로 이기고 2022년 동계 올림픽의 개최지로 선정되었다. 베이징은 과반수 달성에 필요한 43표보다 한 표를 더 많이 받았다.
| 베이징 | 중국       | 44 |
| 알마티 | 카자흐스탄 | 40 |